# Nybyggesjön
Nybyggesjön är en sjö i Ånge kommun i Medelpad och ingår i Ljungans huvudavrinningsområde. Sjön har en area på 0,409 kvadratkilometer och ligger 433,1 meter över havet. Nybyggesjön ligger i Jämtgaveln Natura 2000-område.

## Delavrinningsområde
Nybyggesjön ingår i det delavrinningsområde (695356-150724) som SMHI kallar för Utloppet av Nybyggestjärnen. Medelhöjden är 447 meter över havet och ytan är 1,97 kvadratkilometer. Räknas de 4 avrinningsområdena uppströms in blir den ackumulerade arean 12,69 kvadratkilometer. Ovån som avvattnar avrinningsområdet har biflödesordning 4, vilket innebär att vattnet flödar genom totalt 4 vattendrag innan det når havet efter 181 kilometer. Avrinningsområdet består mestadels av skog (55 procent) och sankmarker (21 procent). Avrinningsområdet har 0,41 kvadratkilometer vattenytor vilket ger det en sjöprocent på 20,9 procent.